# Metylacja (biochemia)
Metylacja – reakcja biochemiczna, która prowadzi do powstawania pochodnych metylowych, jej końcowym produktem są betainy. Dawcą grupy metylowej jest aktywna metionina (S-adenozylometionina), z której po przekazaniu rodnika metylowego powstaje S-adenozylohomocysteina.